# Вальслебен (Альтмарк)
Вальслебен (нем. Walsleben) — община в Германии, в земле Саксония-Анхальт.
Входит в состав района Штендаль. Подчиняется управлению Остербург. Население составляет 451 человек (на 31 декабря 2006 года). Занимает площадь 13,07 км².